# Regierung Lars Løkke Rasmussen III
Die Regierung Lars Løkke Rasmussen III (dänisch regeringen Lars Løkke Rasmussen III) unter Ministerpräsident Lars Løkke Rasmussen bestand vom 28. November 2016 bis zum 27. Juni 2019 als regierende Kabinett Dänemarks. Amtierende Königin war Margrethe II.
Die Regierung war das 77. dänische Kabinett und bestand aus dreizehn Ministern der rechtsliberalen Venstre, sechs Ministern der Liberal Alliance und drei Ministern der Konservativen Volkspartei. Es handelte sich dabei um eine Minderheitsregierung, die sich von den Stimmen der nationalkonservativen Dansk Folkeparti stützen ließ.
Seit dem 2. Mai 2018 befanden sich mit Karen Ellemann und Jakob Ellemann-Jensen zwei Geschwister im selben Kabinett. Ihr Vater ist der ehemalige Außenminister Uffe Ellemann-Jensen.

## Kabinettsliste
| Ressort                                                                                          | Name                     | Partei                      | Amtsperiode         |
| ------------------------------------------------------------------------------------------------ | ------------------------ | --------------------------- | ------------------- |
| Ministerpräsident                                                                                | Lars Løkke Rasmussen     | Venstre                     |                     |
| Äußeres                                                                                          | Anders Samuelsen         | Liberal Alliance            |                     |
| Finanzen                                                                                         | Kristian Jensen          | Venstre                     |                     |
| Justiz                                                                                           | Søren Pape Poulsen       | Det Konservative Folkeparti |                     |
| Verteidigung                                                                                     | Claus Hjort Frederiksen  | Venstre                     |                     |
| Handel                                                                                           | Brian Mikkelsen          | Det Konservative Folkeparti |                     |
| Wirtschaft und Inneres                                                                           | Simon Emil Ammitzbøll    | Liberal Alliance            |                     |
| Entwicklung                                                                                      | Ulla Tørnæs              | Venstre                     |                     |
| Beschäftigung                                                                                    | Troels Lund Poulsen      | Venstre                     |                     |
| Ausländer und Integration                                                                        | Inger Støjberg           | Venstre                     |                     |
| Gleichstellung (ab dem 7. August 2017 Gleichstellung und Fischerei) und nordische Zusammenarbeit | Karen Ellemann           | Venstre                     | bis zum 2. Mai 2018 |
| Gleichstellung (ab dem 7. August 2017 Gleichstellung und Fischerei) und nordische Zusammenarbeit | Eva Kjer Hansen          | Venstre                     | ab dem 2. Mai 2018  |
| Minister für Ausbildung und Forschung                                                            | Søren Pind               | Venstre                     | bis zum 2. Mai 2018 |
| Minister für Ausbildung und Forschung                                                            | Tommy Ahlers             | Venstre                     | ab dem 2. Mai 2018  |
| Klima, Energie und Bau                                                                           | Lars Christian Lilleholt | Venstre                     |                     |
| Gesundheit                                                                                       | Ellen Trane Nørby        | Venstre                     |                     |
| öffentliche Innovation                                                                           | Sophie Løhde             | Venstre                     |                     |
| Steuern                                                                                          | Karsten Lauritzen        | Venstre                     |                     |
| Umwelt und Lebensmittel                                                                          | Esben Lunde Larsen       | Venstre                     | bis zum 2. Mai 2018 |
| Umwelt und Lebensmittel                                                                          | Jakob Ellemann-Jensen    | Venstre                     | ab dem 2. Mai 2018  |
| Kinder und Soziales                                                                              | Mai Mercado              | Det Konservative Folkeparti |                     |
| Bildung                                                                                          | Merete Riisager          | Liberal Alliance            |                     |
| Kultur und Kirche                                                                                | Mette Bock               | Liberal Alliance            |                     |
| Transport                                                                                        | Ole Birk Olesen          | Liberal Alliance            |                     |
| Senioren                                                                                         | Thyra Frank              | Liberal Alliance            |                     |